# 特羅斯季亞涅齊 (斯尼亞滕區)
48°24′25″N 25°14′27″E / 48.40694°N 25.24083°E
特羅斯季亞涅齊（烏克蘭語：Тростянець），是烏克蘭西部的村莊，隸屬伊萬諾-弗蘭科夫斯克州的科洛梅亞區。該村面積14.9平方公里，2001年人口1,416，人口密度每平方公里95人。